# The Turning Point
The Turning Point är ett musikalbum inspelat live av John Mayall som släpptes i november 1969 på skivbolaget Polydor. Skivan sticker ut ganska mycket i Mayalls omfattande diskografi då den spelades in utan trummis och med mycket mer akustisk ljudbild. Den tillhör också en av Mayalls kommersiellt framgångsrikaste skivor.

## Låtlista
(kompositör inom parentes)
1. "The Laws Must Change" (Mayall) - 7:21
2. "Saw Mill Gulch Road" (Mayall) - 4:39
3. "I'm Gonna Fight For You J.B." (Mayall) - 5:27
4. "So Hard To Share" (Mayall) - 7:05
5. "California" (Mayall, Thompson) - 9:30
6. "Thoughts About Roxanne" (Mayall, Thompson) - 8:20
7. "Room To Move" (Mayall) - 5:03

## Listplaceringar
- Billboard 200, USA: #32[1]
- UK Albums Chart, Storbritannien: #11[2]
- VG-lista, Norge: #17[3]